# Bag fjendens linjer
Bag fjendens linjer (russisk: В тылу врага) er en sovjetisk film fra 1941 af Jevgenij Sjnejder.

## Medvirkende
- Nikolaj Krjutjkov som Bojkov
- Aleksandr Gretjanyj som Karpenko
- Pavel Shpringfeld som Balandin
- Aleksandr Baranov
- Pjotr Sobolevskij